# Hollis (Oklahoma)
Hollis település az Amerikai Egyesült Államok Oklahoma államában, Harmon megyében, melynek megyeszékhelye is. Lakosainak száma 1795 fő (2020. április 1.).

## Népesség
A település népességének változása:

| 2010 | 2 060 |
| 2020 | 1 795 |